# Szigligeti Ede
Szigligeti Ede (Szigligeti Edvárd; eredetileg: Szathmáry József) (Nagyvárad, 1814. március 8. – Budapest, 1878. január 19.) drámaíró, színpadi rendező, a Magyar Tudományos Akadémia levelező tagja (1840).

## Családja
Szathmáry Elek földbirtokos, ügyvéd és szerepi Kelemen Katalin fia. Anyai ágon Babits Mihály távoli unokatestvére, mivel az ő édesanyja is egy szerepi Kelemen-lány volt. Szathmáry József Ede születési nevét 1834-ben változtatta Szigligeti Edére, amikor tagja lett a budai színháznak. Felesége Sperling Franciska (megh. 1893. júl. 14. Bp. Temetése: 1893. júl. 17. Kerepesi út). Leányai: Szigligeti Mária, Hutiray Ferencné Szigligeti Jolán, Kétly Károlyné Szigligeti Anna (1841–1909), Törs Kálmánné Szigligeti Aranka (Pest, 1867-Bp., 1927. nov. 21.) és Faltay Lászlóné Szigligeti Ferike.

## Tanulmányai
A gimnázium három alsó osztályát szülőhelyén, Nagyváradon végezte, a többi osztályt, valamint az akadémiai tanfolyamot Temesváron. 1831-ben Hazucha Ferenc (később Kelmenfy László néven is írt) tanulótársával önképzőkört is alakított. A színészet iránt is érdeklődött és 1831-ben már műkedvelői előadást is rendezett. Szülei papnak szánták, maga orvos akart lenni. 1832-ben elvégezte az akadémiai folyamot, a mérnöki pályára lépett és Varga János királyi mérnök mellett két évig dolgozott a Körös szabályozásánál, de kedv nélkül. 1834-ben Pestre ment mérnöki tanulmányainak befejezésére, de ebből nem lett semmi. Az Aurorába kezdett dolgozgatni, kezdetben sikertelenül. Látva, hogy előrehaladását részben nyelvismerethiány gátolja, egész buzgalommal hozzáfogott a német nyelv tanulásához.
Ekkor történt, hogy a magyar színészet legjelesebbjei: Kántorné, Megyeri, Bartha Budán kísérleteztek, ami az ifjú lelkét tettekre késztette — színésszé lenni. Lukács Márton orvosnövendék, — házigazdájának fia — akkor tanította Fáy András fiát, Gusztávot, zongorázni. Vele szövetkezett, s általa megnyerte az audienciát Fáy Andrásnál, majd Döbrenteinél, s egy hónapi gondolkozási időt nyervén, egy további próba hónapra szerződtették. Döbrentei és Szigligeti között ekkor ez a párbeszéd folyt le: „Tud-e kegyed táncolni?" „Igen is, tudok; diákkoromban jó táncos voltam, s nem igen kaptam kosarat." (Szigligeti egy bálból sem maradt el s három éjet is keresztül táncolt.) Döbrentei úgy látszott, nagyon elégedett volt a válasszal. Mindjárt leült, s egy pár sort írt egy darabka papírra és kezébe ily szavakkal adta: „Menjen ezzel Kaczér úrhoz, ő majd megpróbálja." (Kaczér Ferenc volt a budai színtársulat táncoktatója és mivel Szigligeti jól tudott táncolni, jó információt adott a színház igazgatóságának.) 1834. augusztus 15-én lépett fel először Budán, ahol a Szent István c. drámában Wentzel lovag szerepét osztották neki. Mind a három felvonásban meg kellett jelennie, de csak a másodikban volt egy egysoros mondókája. Már hetekkel az előadás előtt kínokat és álmatlan éjszakákat állott ki és mikor megkezdődött az előadás, iszonyúan rettegett, hogy belesül, pedig — kihúzták a mondókáját. Mind a három felvonásban szerepelt, de szólnia nem volt alkalma. Csak utólag tudta meg, hogy így akarták a színpadhoz szoktatni.
Az igazi első fellépése Montfanconi Johannában volt. Egy vazallust kellett játszania, akit megkötözve és reszketve vezettek egy zsarnok fejedelem elé. Mintha neki írták volna ezt a szerepet. Senki olyan művészettel nem reszketett. Tudvalevő, hogy eredeti neve Szathmáry József volt, de atyja parancsára, aki nem nézte jó szemmel, hogy fia színésznek állt, meg kellett változtatnia. Erről így ír:

„Meghagyta, hogy tüstént menjek vissza mérnöknek, vagy legyek akármi, csak színész ne: különben feljön Pestre s csak főbe lő; addig pedig ne merjem nevét használni, mert kitagad, s rólam mit sem akar tudni. — Tudtam, hogy szíve nem érzi, a mit keze írt: azt is, hogy puskapor természetű ugyan, de még egy nyulat sem lőtt, s haragja, a mily hirtelen fellobban, épp oly hirtelen ellobog; de én is éreztem, hogy velem igazságtalanság történt, s föltettem magamban, hogy engedni nem fogok. -— Anyám levele jobban hatott rám; ő is el volt keseredve ; de nem fenyegetett — hiába, ő anya volt. Fájt a ki tagadás, s némi szorongást éreztem, ha elgondoltam, hogy el vagyok hagyatva, nincs senki és semmim — még nevem sincs; de önérzetet adott az a gondolat, hogy most már ura vagyok sorsomnak, s nem függök senkitől. Döbrenteihez mentem s megkértem, hogy legyen szabad nevemet megváltoztatnom. Ő is nagyon természetesnek találta, hogy a ki színész lesz, a családnevét — hogy mondta, már nem tudom —  úgyhiszem, nem használja... 

— Választott már nevet?

— Még nem — felelt Szathmáry József. — Nekem mindegy...

Döbrentei elővett egy kézikönyvet, melyben a helyek nevei voltak. Soká keresett; egyik sem tetszett neki, egyik sem volt eléggé regényes. Végre az S betűnél megállt. Szigliget.

— Szigligeten fogunk élni, — czitálta a Kisfaludy Sándor ismert sorát — ez jó. Legyen kegyed Szigligeti.

Megköszöntem a keresztelést, — így lettem Szathmáry Józsefből — Szigligeti Eduárddá.”

– Váradi Antal: Régi magyar színészvilág. Budapest, Franklin-Társulat, 1911. 212-213. old.

## Színészi pályája
Eleinte alsóbb rendű szerepeket kapott, táncos, kardalos és ügyelő volt 12 forint havi fizetéssel, de tanulmányozta Goethét és Schillert és csakhamar egy tragédiát írt, mely Megjátszott cselek címen színre is került. Ezt a következő évek alatt több komoly dráma követte, melyek színpadi előadásmódjukban előnyösen különböztek az akkori eredeti darabok áradozásától s többé-kevésbé sikert is arattak. Vörösmarty Mihály, Bajza József, Fáy András is buzdította a fiatal költőt. 1835. február havában Budára szerződött 40 forint fizetésre; ezért kötelezve volt évenkint egy darabot írni vagy két darabot fordítani, részt kellett venni a balletben és a kórusban is. Az 1837-ben megnyílt Nemzeti Színház falai között bontakozott ki egészen tehetsége, nem mint színésznek, hanem mint drámaköltőnek, s ettől fogva életét valóban a magyar színészetnek és első intézetünknek szentelte. A színház könyvtárosa volt. 1840-ben a Magyar Tudományos Akadémia pályázatán Rózsa című vígjátékával elnyerte a díjat. E műve a színpadon is sikert aratott és Laborfalvi Rózával sokáig repertoárdarab volt. Már ekkor neve országosan ismert volt és többfelé ünnepelték. Már az 1840-es évek elejétől uralkodott a színpadon, s évtizedeken át, egészen haláláig ő maradt első színköltőnk. A Nemzeti Színháznak előbb rendezője, utóbb titkára, majd dramaturgja, végül pedig 1859 márciusában drámai igazgatója lett, amellett tanára volt a színiiskolának.
Az akadémia 1840. szeptember 5-én levelező, a Kisfaludy Társaság 1845-ben rendes, később pedig a Petőfi Társaság is tagjai közé választotta. Az akadémia drámai jutalmait tizenhatszor, a nemzeti színházét háromszor nyerte el. 1872-ben, midőn századik színművét a Struensee-t adták a Nemzeti Színházban, a király a Ferenc József-renddel tüntette ki. Az 1870-es években a hivatalos lapba szini bírálatokat írt. 1870. február végén családi nevét Szigligetire változtatta hivatalosan. (Lásd: Ellenőr, 1870. febr. 26.)
Szívbajban hunyt el. Utolsó szavai ezek voltak: „Végem van, segítsetek!" Gyászjelentéséről a következő sorokat jegyezzük fel: „Mint drámaíró és tisztviselő egyaránt erős támasza volt ő a nemzeti színháznak, fennállása óta 40 éven át. Nincs az országban művelt ember, ki nem ismerte fáradhatatlan tevékenységének sikereit, nem méltányolta önzetlen jellemének tisztaságát, nem melegedett hazafias alkotásainak tüzénél. Ő a nemzet halottja!" Koporsójánál Feleky Miklós, Rákosi Jenő, Váradi Antal és Paulay Ede mondtak búcsúbeszédet. Eltemették a Kerepesi úti temetőben, a IV. tábla, északnyugati rész I. sorába, a III. sírhelyre.

## Munkássága
Majdnem fél évszázadig tartó drámaírói pályáján több mint 100 eredeti darabot írt, melyekben a meseszövés rendkívül változatos leleményű, a technika egészen modern volt s mindig hatásos. A jellemrajzban és előadásban gyengébb volt, mint a cselekmény felépítésében és jelenetezésében, a költői ihletet gyakran a technikai ügyesség és a hatás eszközeivel való számító bánás pótolja. Remekeket alig alkotott, de mint a színpad költője Kisfaludy Károlytól Csiky Gergelyig ő elégítette ki kora közönségének szükségleteit. Szolnokon és Nagyváradon színházat neveztek el róla.

## Művei

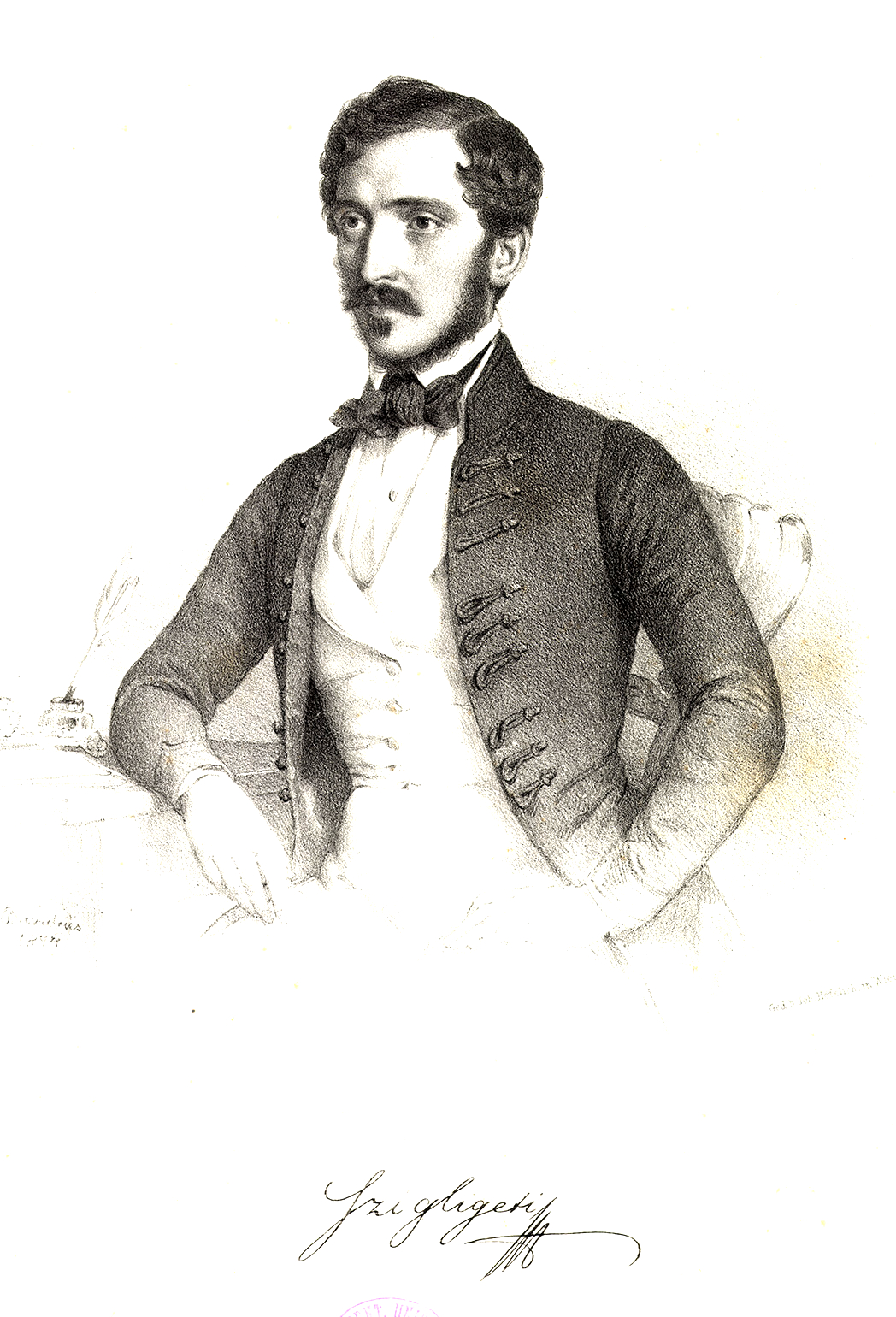
Szigligeti Ede, Barabás Miklós litográfiája (1844)

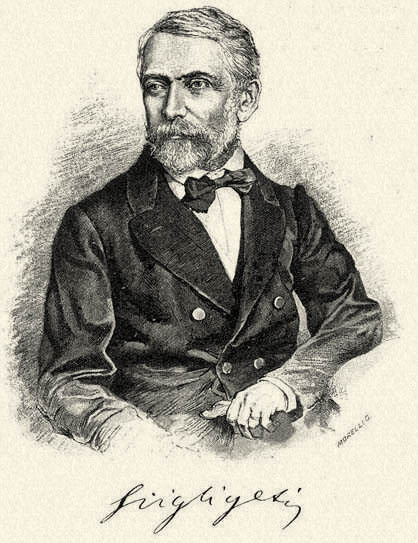
Szigligeti Ede, Morelli Gusztáv fametszete. Megjelent: Az Osztrák–Magyar Monarchia írásban és képben (1887–1901) kiadványban

### Történelmi drámák
- Frangepán Erzsébet – 1835
- Dienes – 1836
- Vazul – 1838
- Gyászvitézek – 1838 Online
- Pókaiak – 1838
- Aba – 1838
- Romilda – 1839
- Cillei Fridrik (Frangepán Erzsébet átdolgozása) – 1840
- Micibán családja – 1840
- Ál Endre – 1841
- Korona és kard – 1841
- Dávis – 1841
- Troubadur – 1841
- Gerő – 1844 REAL-EOD
- Gritti – 1845
- Zách unokái – 1846
- Mátyás fia – 1847
- Renegát – 1848
- II. Rákóczy Ferenc fogsága – 1848
- Vid – 1850
- Egri nők – 1851
- Andronik – 1851
- IV. István – 1852
- IV. Béla – 1852
- Diocletian – 1855
- Világ ura – 1856
- Béldi Pál – 1857.
- Mátyás Király lesz – 1858
- Zsigmond fogsága – 1859
- Tinódi – 1861
- Trónvesztett – 1861
- Laczkfi Imre – 1862
- Bujdosó kurucz – 1863
- Nadányi (Laczkfi Imre átdolgozása) – 1864
- Szerencsés Imre – 1867
- Üldözött honvéd – 1867
- Kemény Simon (Kisfaludy Károly nyomán) – 1867
- Trónkereső – 1867
- IV. Béla (átdolgozása a korábbinak) – 1870
- Török János – 1870
- Struensee – 1871
- Valéria – 1873
- Perényiné – 1876

### Társadalmi drámák
- Megjátszott cselek – 1835
- Egy színésznő – 1847
- Arczkép – 1852
- Titkos Iratok – 1860
- Adósok börtöne – 1860
- A szerencse kereke – 1864
- A fény árnyai – 1865
- Halottak emléke – 1867

### Történelmi vígjátékok
- Rózsa – 1840 REAL-EOD
- Kinizsi – 1841 REAL-EOD
- Udvari bolond – 1871

### Társadalmi vígjátékok
- Lidérczek – 1834
- Április bolondja – 1836
- Vándor színészek – 1845 REAL-EOD
- Pasquill – 1846
- Liliomfi – 1849
- Házassági három parancs – 1850
- Lári-fári – 1853
- Castor és Pollux – 1854
- Dalos Pista – 1856
- Veszedelmes jó barát – 1856
- Nevelő kerestetik – 1856
- A mama – 1857
- Petronella – 1857
- Fenn az ernyő nincsen kas – 1858
- Műszeretők – 1859
- Nőuralom – 1862
- Eladó leányok – 1863
- Egy nagyra termett férj – 1864
- Próbakő – 1866
- Kedv és hivatás – 1867
- A bajusz – 1868
- Ne fújd, mi nem éget – 1870
- Új világ – 1872

### Népszínművek
- Szökött katona – 1843
- Két pisztoly – 1844
- Zsidó – 1844
- Debreczeni rüpők – 1845
- A rab – 1845
- Egy szekrény rejtelme – 1846
- Csikós – 1847
- Párbaj, mint Istenítélet – 1848
- Fidibusz – 1850
- Aggteleki barlang – 1851
- Nagyapó – 1851
- Czigány – 1853
- Pünkösdi királyné – 1855
- Csokonay szerelme – 1855
- Pál fordulása – 1856
- Tízezer forint – 1856
- Obsitos huszár – 1857
- Álmos – 1859
- Molnár leánya (báró Ötvös József novellája alapján) – 1861
- Istenhegyi székely leány – 1862
- A lelencz – 1863
- A strike (Balázs Sándorral együtt) – 1871
- Az amerikai – 1871
- A háromszéki leányok (Jókai Mór után) – 1875

### Népregék
- Nagyidai czigányok – 1842
- Argyl és Tündér Ilona – 1853

### Operaszövegek
- Fogadott leány – 1862
- Debreczeni bíró – 1863
- Dózsa György – 1867

### Előjátékok
- Láng A. jubileumára – 1842
- A szent korona – 1867

### Fordítások
- Dumas-Schmidt: Szaraczén – Buda, 1836. július 2.
- O'Keefe-Kettel: Richárd király vándorélete – 1836
- Dumas-Schiff: III. Henrik és udvara – 1836
- Walter Scott – Lembert: Richárd király a szent földön – 1838
- Albini: Veszedelmes nagynéne – 1838
- Holtey: Babérfa és koldusbot – 1839
- Lockroy-Anicet: Miért? – 1841
- Raupach: Lovagszó – 1843
- Shakespeare: Tévedések vígjátéka – 1853 – Egressy Gáborral
- Birch-Pfeiffer: Lowoodi árva – 1854
- Feuillet: Öregségre – 1854
- Elmenreich Fr.: Elveszem a nőmet – 1855
- Laube: Essex gróf – 1856
- Halm: Ravennai viador – 1858
- Shakespeare: III. Richard király – 1867
- Goethe: Egmont – 1871
- Gottschall R.: Howard Katalin – 1871

### Évszám nélkül
- Mellesville: A bujdosó kocsija
- Victor Hugo: Didier
- Kenney-Schneider: Házasult és eltemettetett

## Díjak
- Ferenc József-rend lovagkeresztje (1872)
- Magyar Tudományos Akadémia drámai jutalma: tizenhatszor
- A nemzeti színház jutalma: háromszor

## Emlékezete

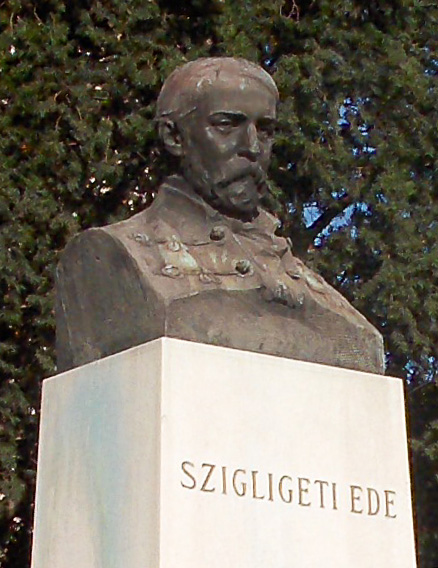
Szigligeti Ede mellszobra a Nagyváradi Állami Színház előtt

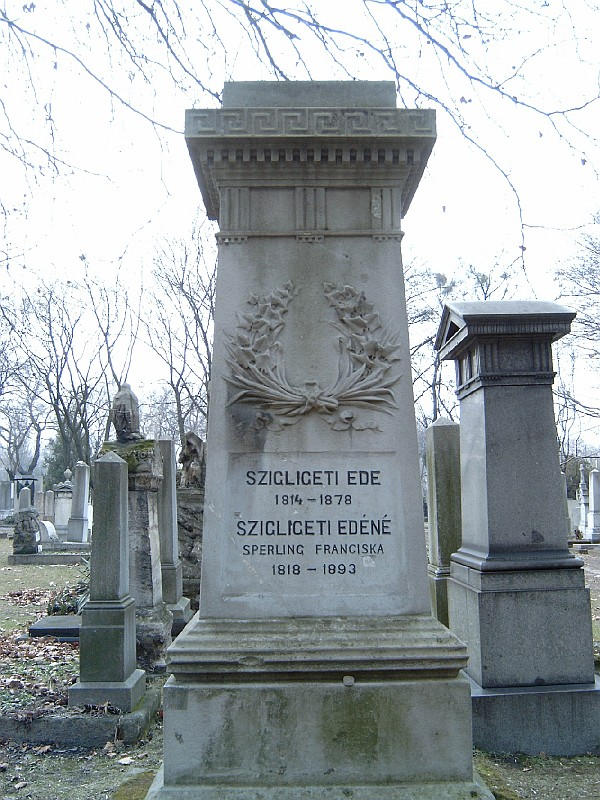
Szigligeti Ede és felesége, Szigligetiné Sperling Franciska színésznő sírja Budapesten. Kerepesi temető: 34/1-1-30

Emléktábla a nagyváradi színház művészbejárója mellett

Szász Károly költeménnyel és életrajzzal, Gyulai Pál emlékbeszéddel tisztelte meg emlékét.
1878. március 8-án leplezték le az emléktáblát szülőházán Nagyváradon, melynek ez a felirata: „Bölcsőd itt ringott, itt gyúlt ki az isteni szikra. A művészet egén lángoló csillag utóbb, A láng most kialudt, de kihat dicsfénye örökké. S míg magyar él, neved és szent porod áldva leend." (Szikszay Dániel tvszéki bíró.)
1892-ben itt jött létre a Szigligeti Társaság, s egy 1900 májusában hozott városi képviselőtestületi határozat alapján az ő nevét vette fel a színház állandó épületének felavatásakor, 1900. október 15-én, majd viselte 1919-ig és 1940–44 között. Végül – 1945 után többször is nevet cserélve – a színház (pontosabban annak magyar tagozata) 1990 óta viseli ismét.
1912. december 15-én leleplezték bronz mellszobrát a nagyváradi színház előtt, mely szintén az őróla van elnevezve. A szobor Margó Ede ihletett alkotása. Nagyváradolasziban egy kis utca a nagy íróról van elnevezve.  Születése 100 éves évfordulóját 1914. március 7-én nagy fénnyel ülte meg a Nemzeti Színház, midőn bemutatták Herczeg Ferenc Ünnepi játék c. prológusát, — ezt követte a Fenn az ernyő, nincsen kas című vígjáték.
A 19. század második felében, a népszínmű divatja idején, az erdélyi színpadokon megforduló társulatok műsorrendjében gyakran találkozhatott a közönség Szigligeti műveivel. Csak a nagyváradi színházban 1837–1944 között 62 darabját mutatták be, közülük legtöbbször A cigányt (37-szer), A csikóst (35-ször) és a Liliomfit (17-szer).
Ezek a darabok az 1944 utáni évtizedekben, az államilag felügyelt színjátszás időszakában is a romániai magyar színházak repertoárjain szerepeltek: A cigány Kolozsvárt (az 1946/47-es évadban) és Nagyváradon (az 1957/58-as évadban), A csikós – Móricz Zsigmond átdolgozásában – Nagyváradon (1947/48-ban), Marosvásárhelyen (1948/49-ben és 1987/88-ban), Sepsiszentgyörgyön (1949/50-ben), Kolozsváron (1971/72-ben) és a Szentgyörgyi István Színművészeti Főiskola végzőseinek előadásában (1953/54-ben), a Liliomfi az 1951/52-es évadban Nagyváradon és Sepsiszentgyörgyön, az 1953/54-es és 1983/84-es évadban Szatmárnémetiben, az 1955/56-os évadban Temesváron, az 1956/57-es évadban Kolozsváron került bemutatásra. E beszűkült választék kapcsán azonban számolni kell egyrészt a népszínmű rohamos térvesztésével a modern színpadon, másrészt azzal, hogy a színházak állami felügyeletének engedélyét a magyar együttesek is leginkább a már valahol bemutatott darabokra kapták meg, a már egyszer engedélyezett darab ugyanis a felügyelet akkori gyakorlatában kevesebb politikai „kockázatot” jelentett, mint amikor egy új darab került műsorra.
Az irodalomtörténet-írás erdélyi művelőinek hozzájárulása a Szigligeti-kép teljessé tételéhez viszonylag szerény: levelezéséből közölt az Erdélyi Híradó (Váradi Károlyné Miklós Ida közlésében, 1888. március 9.), a Vasárnapi Újság (Naményi Lajos közlésében, 1904/12), majd időben meglehetős nagy távolságra az Erdélyi Múzeum (Izsák József közlésében, 1944. 533–534) és a NyIrK (Jancsó Elemér közlésében, 1964/1); a kutatás életpályájának ismeretéhez Váradi Antal (Költő-színészek. Az Újság 1904. április 28.), Osváth Lajos (Szigligeti Ede rokonsága. Nagyvárad, 1914. március 1.) tanulmányaiból meríthetett; írói munkásságának népszerűsítéséhez többek között Rádl Ödön és Várady Zsigmond (A Szigligeti Társaság Évkönyve. 1892–1895. Nagyvárad, 1896), később Kováts S. János (A Szigligeti Társaság Évkönyve. 1899–1902. Nagyvárad, 1903), drámaírói munkássága különböző oldalainak jobb megismeréséhez Rádl Ödön (Szigligeti Ede és a magyar társadalmi dráma problémája. *Nagyvárad 1902. március 25.), Seprődi János (A népszínmű és Szigligeti In: A kolozsvári Református Kollégium Értesítője. 1901/1902. Kolozsvár, 1902) és Janovics Jenő (A népszínműről. In: A magyar dráma fejlődése. Kolozsvár, 1913) járult hozzá.
Szülővárosa közönségének kötődését jelezte, hogy Nagyváradon már halála évében Szigligeti Album jelent meg síremléke javára (Fővárosi Lapok, 1878/46), Krecsányi Ignác és Somló Sándor Emléklapot szerkesztett Thalia címmel (Aradi Közlöny, 1886. augusztus 22.), s benne Szigligeti-emlékek gyűjtésére vonatkozó felhívást tett közzé, a Szigligeti Társaság már az 1890-es évektől Évkönyveket jelentetett meg, bennük névadójára vonatkozó írásokat is közölve; 1900-ban, majd 1910-ben a Társaság ünnepi ülést is tartott névadója emlékére (Nagyvárad, 1900. március 27. és 1910. március 30.).
A két világháború között – miközben időnként feltűntek darabjai az erdélyi társulatok műsorában – főképp azok bemutatóira reagált a sajtó: Szentgyörgyi Istvánnak A csikósban nyújtott alakítását méltatták (Újság, 1928. november 3.), Kristóf György a Szökött katona egy 1847-es brassói román nyelvű bemutatójáról tárt fel adatokat (Erdélyi Irodalmi Szemle, 1929. 346–347), Rajka László a Liliomfi és Nestroy Umsonstja összevetését végezte el (Erdélyi Múzeum, 1930. 371–372), Járosi Andor (Pásztortűz, 1936/7), Kemény János és R. Nagy András (Erdélyi Helikon, 1936/3 és 1936/5) A cigány kolozsvári felújításakor foglalkoztak a darabbal és az előadással.
A második világháború utáni Szigligeti-irodalom jóval szerényebb: Jánosházy György a Móricz Zsigmond által átdolgozott A csikós kolozsvári előadását elemzi (Utunk 1949/2), Tamás Gáspár a Liliomfi sepsiszentgyörgyi (Utunk, 1951/37), Deák Tamás a temesvári előadásáról ír (Igaz Szó, 1956/4), Szentimrei Jenő az Utunkban emlékezik halálának 75. évfordulójára (1953/4), a szatmárnémeti Liliomfi-bemutatóról Kántor Lajos (Utunk, 1984/14) és Páll Árpád (Utunk, 1984/40), a kolozsvári A csikós-bemutatóról Jánosházy György (Utunk, 1988/2), Oláh Tibor (Új Élet, 1988/4) kritikái olvashatók.
A csikóst – Móricz Zsigmond átírásában – 1948-ban adta ki az Állami Irodalmi és Művészeti Kiadó (ÁIMK), majd A cigány, A csikós és a Liliomfi együttes kiadása következett (Marosvásárhely, 1956) és egy Kisfaludy Károllyal és Csiky Gergellyel közös kötet a Tanulók Könyvtára című sorozatban (Kolozsvár, 1982).